# Dziwny Wygląd

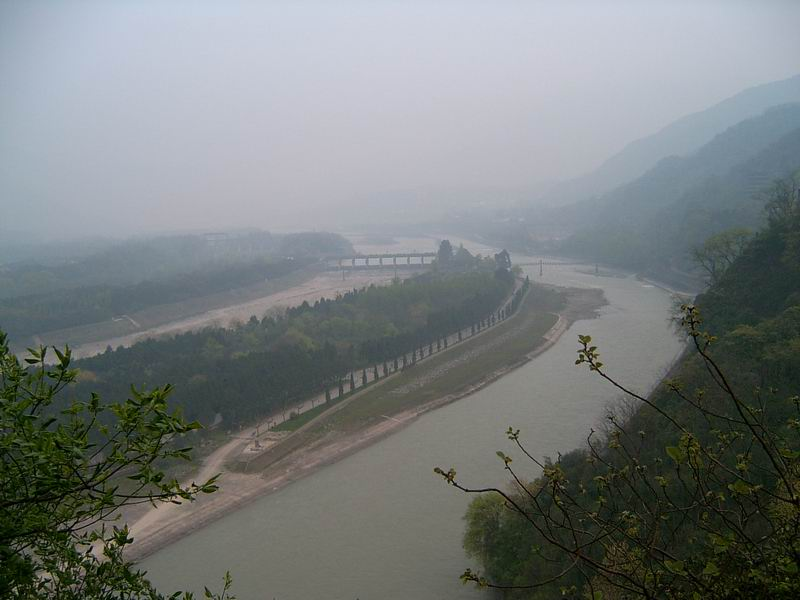
Rzeka Min Jiang

Dziwny Wygląd (chiń. 奇相; pinyin Qíxiāng) – w mitologii chińskiej bóstwo rzeczne.
Postać była córką Chen Menga.
Właściwe imię tej boginki nie jest znane. Określano ją Dziwny Wygląd, co odnosi się do jej dziwacznego wyglądu. Głowę miała bowiem końską, a resztę ciała smoczą.
Osoba ta znana jest z kradzieży czarnej perły Żółtego Cesarza, czyli Huang Di. Połknęła ona klejnot, a następnie utopiła się w syczuańskiej rzece Min Jiang. Dlatego też stała się boginią owej rzeki.